# La Puerta del Yolo
La Puerta del Yolo är en ort i Mexiko.   Den ligger i kommunen Cuautepec de Hinojosa och delstaten Hidalgo, i den sydöstra delen av landet, 110 km nordost om huvudstaden Mexico City. La Puerta del Yolo ligger 2 275 meter över havet och antalet invånare är 190.
Terrängen runt La Puerta del Yolo är huvudsakligen kuperad, men västerut är den platt. Terrängen runt La Puerta del Yolo sluttar västerut. Runt La Puerta del Yolo är det ganska tätbefolkat, med 108 invånare per kvadratkilometer. Närmaste större samhälle är Tulancingo, 5,5 km väster om La Puerta del Yolo. I omgivningarna runt La Puerta del Yolo växer huvudsakligen savannskog.